# Vía Regina
La Vía Regina era una calzada romana que unía el puerto fluvial de Cremona, en la región de Lombardía, con Chiavenna, pasando por Mediolanum. El nombre de Regina probablemente derive del topónimo de la provincia romana de Recia, ya que el camino conducía, a través del valle de Valchiavenna, a esta región, actualmente en territorio suizo. Desde la Edad Media, la Vía Regina comenzó a llamarse Camino real o Vía Regia.
La Vía Regina estaba flanqueada por algunos cursos fluviales, como el del río Adda. A lo largo de su ruta, también cruzaba el curso del río Po, lo que le permitía estar conectada también con el mar Adriático.

## Historia
En tiempos protohistóricos, Como fue un importante núcleo comercial entre los etruscos y los pueblos celtas, especialmente desde el siglo V a. C., coincidiendo con el declive de la antigua colonia griega de Massalia, y el consiguiente cambio de tráfico comercial a lo largo de los pasos alpinos.
Desde Como, la ruta comercial principal con los celtas conducía a Lugano y al paso del monte Ceneri, y desde allí a Bellinzona, otro importante centro de la cultura Golasecca. Finalmente, el camino condujo por los pasos alpinos de San Bernardino y San Gotardo. La orilla del lago de Como era ampliamente visitada, y las fuentes epigráficas mencionan los nombres de los pueblos asentados en sus orillas: los Ausuciados de Ossuccio, los Aneunados de Dubino, los Clavenados de Chiavenna y los Bergalei, en el Val Bregaglia. Para cuando Roma conquistó Como, el territorio estaba bien organizado.
En la ruta de comunicación en la que los antiguos romanos construyeron la Vía Regina, el tráfico tuvo que reducirse a intercambios locales. Después de la transformación de Como en una colonia romana por parte de César, se inició una política para la construcción de nuevos asentamientos habitados hacia los Alpes, que se realizó de una manera más amplia y costosa en el período imperial de Octavio Augusto La reconstrucción de la red de carreteras para facilitar el tránsito alpino fue parte de este contexto político y social.
En el año 15 a. C., Druso y Tiberio conquistaron los Alpes estableciendo las fronteras del Imperio Romano en las lindes del río Danubio. En el año 12 a. C., el camino que subía desde Altino hasta el paso de Resia también se trazó y luego se amplió descendiendo hasta el valle del Danubio. El camino fue arreglado por el hijo de Druso, el posterior emperador Claudio, por lo que llegó a llamarse Vía Claudia Augusta. La construcción de la Vía Regina también debe incluirse en este marco histórico. El nombre "Regina" probablemente deriva del topónimo "Rezia", ya que el camino conducía a través del valle de Valchiavenna en esta provincia romana.
Los historiadores no determinan de manera unánime el papel de la Vía Regina. Algunos lo han considerado esencial, mientras que otros le han dado un mero papel secundario, como una forma utilizada predominantemente para el tráfico local.

## Trayecto
En la actualidad, el término Vía Regina hace referencia a la carretera costera que parte de Como y que llega hasta el puente Passo, en la cima del lago de Como. En archivos de 1335, el camino comenzaba en Como y se extendía hasta Chiavenna; si bien es probable, que la ruta incluyera una bifurcación o ampliación hasta Milán, e incluso más allá de Chiavenna.
La ruta de la Vía Regina cruzaba, entre otros lugares, Clavenna (Chiavenna), Iera (Gera Lario), Domaxium (Domaso), Dungum (Dongo), Menasium (Menaggio), Argenium (Argegno), Laelium (Laglio), Multrasium (Moltrasio), Coenobium (Cernobbio), Comum (Como), Albesium (Albese con Cassano), Inverigum (Inverigo), Caratum (Carate Brianza), Serenium (Seregno), Dexium (Desio), Sextus ab Urbe Lapis (Sesto San Giovanni), Mediolanum (Milán), Linatum (Linate), Cantium (Canzo), Piscaria (Peschiera Borromeo), Ad Octavum (San Martino Olearo), Trebianum (Tribiano), Palus (Paullo), Agellum Gomperticum (Zelo Buon Persico), Dovaria (Dovera), Mons Odanus (Montodine), Grumellum (Grumello Cremonese ed Uniti), Ad Sextum (Sesto ed Uniti) y Cremona (Cremona).